# 伊藤有里
伊藤 有里（いとう　ゆり、1982年11月18日 - ）は、神奈川県出身の日本の元レースクイーン。スタイルコーポレーションに所属していたが、2010年2月21日の撮影会をもって退所した。
鈴鹿サーキットクイーンに同姓同名の人物（30期生）が存在したが、全くの別人である。

## 人物
- 身長：165cm、B:80cm、W:56cm、H:82cm。
- 趣味・特技：レコード鑑賞、写真を撮る事、お風呂、マッサージ

## 経歴

### レースクイーン
- 2005年「PROVA RACING」レースクイーン（スーパー耐久レース）
- 2007年 [SUPER GT]・GT300クラス「TEAM GAIKOKUYA」レースクイーン
- 2007年 [フォーミュラ1|F1]「PNASONIC TOYOTA RACING, KDDIフォーミュラレディ」
- 2008年 [フォーミュラ1|F1]「F1　フジテレビジョン日本グランプリグリッドガール」
- 2009年 SUPER GT・DUNLOPレースクイーン [2]

### イベント
- 2007年　東京オートサロン、大阪オートメッセ、福岡オートサロン ALPINE EXCITING WORLD ブースモデル
- 2008年 東京オートサロン、大阪オートメッセ、名古屋オートトレンド  TOYOTA ブースステージモデル
- 2009年 東京オートサロン、大阪オートメッセDUNLOPブース、DUNLOPレースクイーン

### イメージガール
- 2008年 SOUND MARINA イメージガール